# オキノテヅルモヅル
オキノテヅルモヅル（Gorgonocephalus eucnemis）は、テヅルモヅル科に属するクモヒトデの一種。

## 概要
盤の直径は5cm。腕の長さは20cm。日本海、北海道太平洋沖に生息。腕は10回以上分岐する。
仲間には、棘を持ったトゲオキノテヅルモヅルがある。